# Formanita-(Y)
La formanita-(Y) és un mineral de la classe dels tantalats. Rep el seu nom de Francis Gloster Forman (1904-1980), geòleg del govern d'Austràlia Occidental (1934-1945).

## Característiques
La formanita-(Y) és un tantalat de fórmula química YTaO₄. Cristal·litza en el sistema tetragonal. Es troba en forma de cristalls prismàtics i piramidals, en grups paral·lels o en forma de ventall, de fins a 6 mil·límetres. També es troba en concrecions, en grans i massiva. La seva duresa a l'escala de Mohs es troba entre 5,5 i 6,5.
Segons la classificació de Nickel-Strunz, la formanita-(Y) pertany a «07.G - Molibdats, wolframats i niobats, sense anions addicionals o H₂O» juntament amb els següents minerals: fergusonita-(Ce), fergusonita-(Nd), fergusonita-(Y), powel·lita, scheelita, stolzita, wulfenita, iwashiroïta-(Y) i paraniïta-(Y).

## Formació i jaciments
Es troba en granits i en vetes pegmatítiques albititzades riques en terres rares. També és un mineral detrític en placers. Sol trobar-se associada a altres minerals com: cassiterita, monazita, euxenita i gadolinita. Va ser descoberta al camp de pegmatites de Cooglegong, al districte de Shaw River, Shire of East Pilbara (Austràlia Occidental, Austràlia).